# عمارة الكاتدرائيات

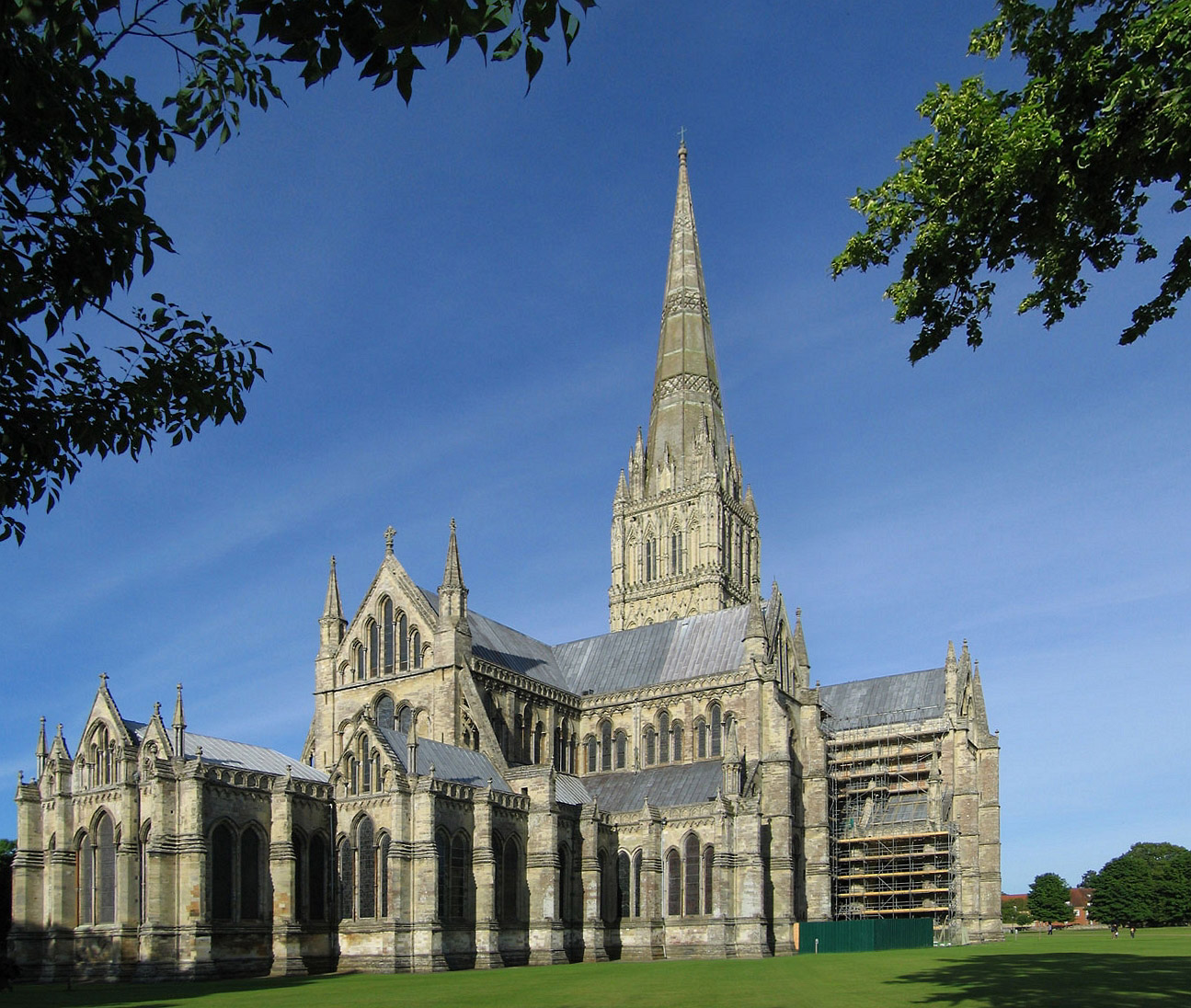
كاتدرائية سالزبري. 1220-1380. مثال على العمارة القوطية الإنكليزية.

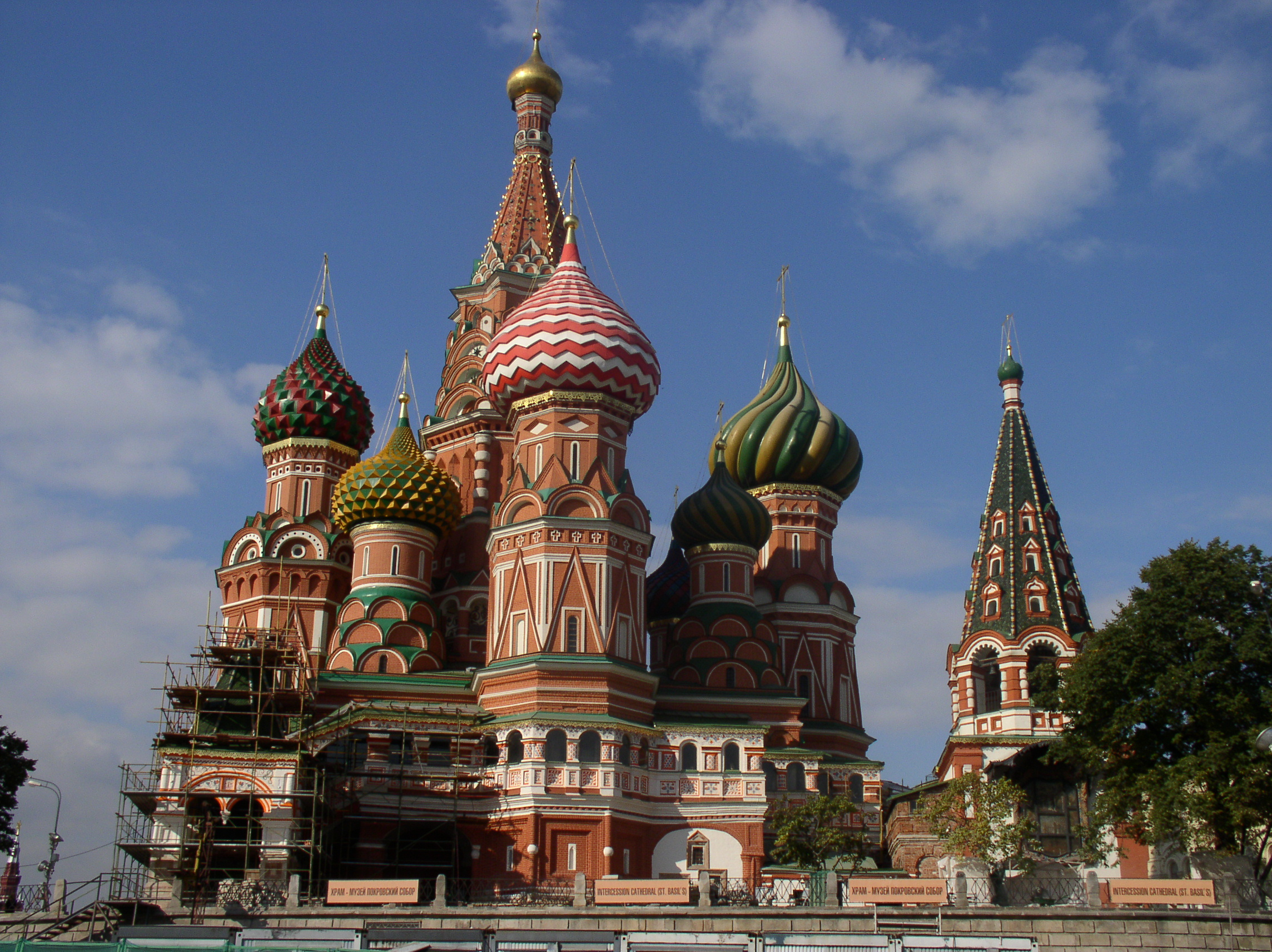
كاتدرائية القديس باسيل في موسكو

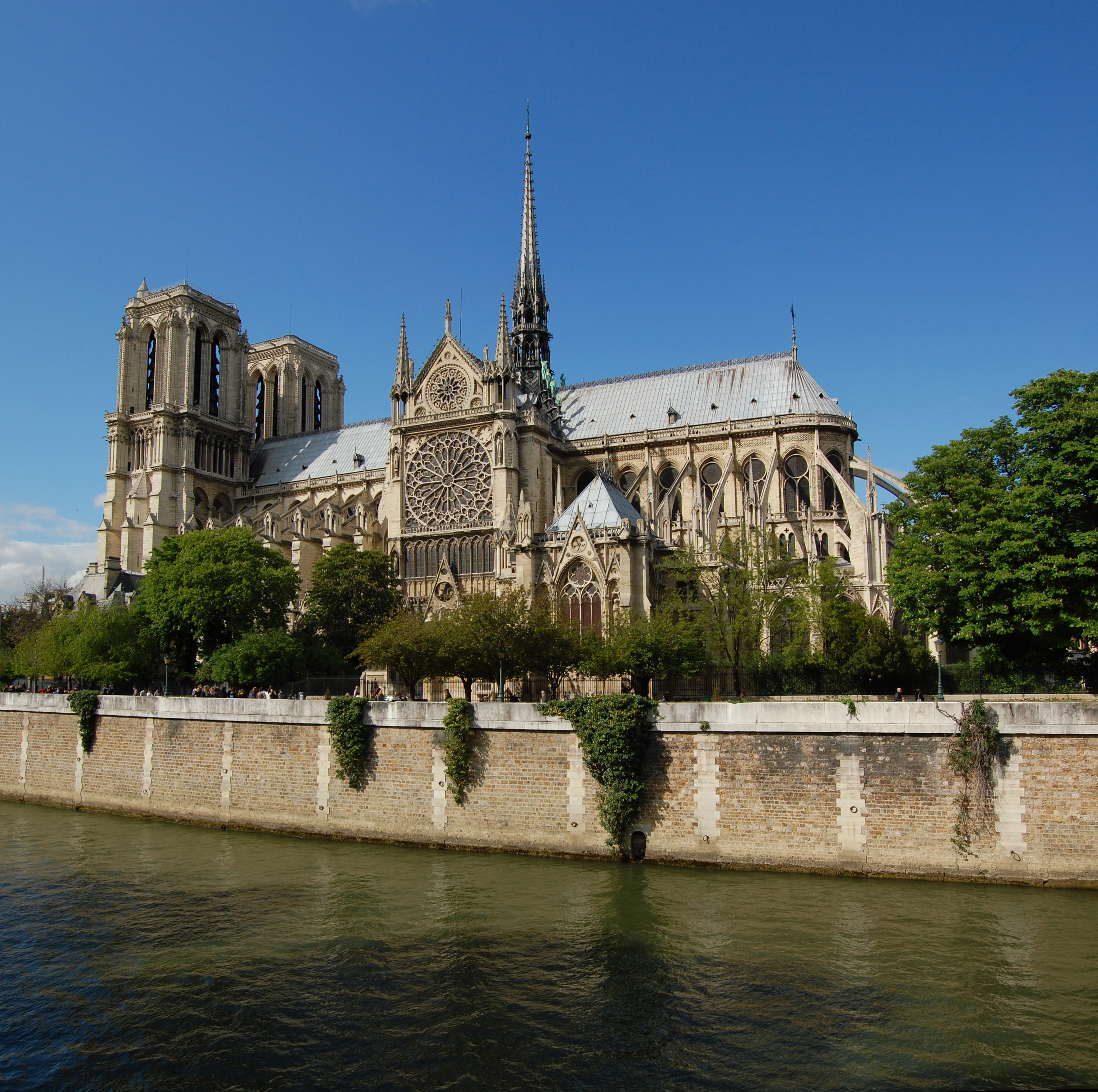
كاتدرائية نوتردام من نهر السين

تتميز عمارة الكاتدرائيات، والبازيليكا، وكنائس الدير بالمقياس الكبير للمباني واتباعها لتقليد واحد من التقاليد المتفرعة للشكل، والوظيفة، والأسلوب المستمدة جميعها بالأساس من التقاليد المعمارية المسيحية المبكرة التي تأسست في الفترة القسطنطينية.
الكاتدرائيات، بالإضافة إلى العديد من كنائس الدير والبازيليكات، لديها بعض الأشكال الهيكلية المعقدة التي توجد بشكل أقل في كنائس الرعية. كما أنها تميل إلى عرض مستوى أعلى من الطراز المعماري المعاصر وعمل الحرفيين الماهرين، وتحتل مكانة كنسية واجتماعية لا تتمتع بها كنيسة الرعية العادية. تعد هذه الكاتدرائية أو الكنيسة العظيمة بشكل عام واحدة من أفضل المباني في منطقتها وهي محور الفخر المحلي. تُعد العديد من الكاتدرائيات والبازيليكات وعدد من كنائس الدير من بين أشهر الأعمال المعمارية في العالم. وتشمل كاتدرائية القديس بطرس، وكاتدرائية نوتردام دو باري، وكاتدرائية كولونيا، وكاتدرائية سالزبوري، وكاتدرائية براغ، وكاتدرائية لينكولن، وكاتدرائية سان دوني، وكنيسة سانتا ماريا ماجيوري، وكنيسة القديس فيتالي، وكنيسة سان ماركو، ودير وستمنستر، وكاتدرائية القديس باسيل، وساغرادا فاميليا غير المكتملة لغاودي، وكنيسة آيا صوفيا القديمة التي أصبحت متحف الآن.
ترجع أقدم الكنائس إلى أواخر العصور القديمة. مع انتشار المسيحية، وبناء الكنائس والكاتدرائيات في جميع أنحاء العالم، اعتمدت طريقتهم في البناء على المواد والتقنيات المحلية. تطورت طرز مختلفة من العمارة وانتشرت أنماطها، ونُفذت من قبل الأنظمة الرهبانية، عن طريق نشر الأساقفة من منطقة إلى أخرى، وسفر عمال البناء الرئيسيين الذين خدموا كمعماريين. تُعرف أنماط مباني الكنيسة العظيمة على التوالي باسم المسيحية المبكرة، والبيزنطية، والرومانية، والقوطية، وعصر النهضة، والباروك، وأنماط إحيائية مختلفة من أواخر القرن الثامن عشر إلى أوائل القرن العشرين والحديث. تضاف إلى كل من الأساليب الأكاديمية الخصائص الإقليمية. بعض هذه الخصائص هي نموذجية لبلد أو منطقة معينة بحيث تظهر، بغض النظر عن الأسلوب، في عمارة كنائس مصممة بفارق عدة قرون.

## الوظائف
من بين أكبر الكنائس في العالم وأكثرها أهمية معماريًا، بنيت العديد منها لتكون كاتدرائيات أو كنائس دير. من بين الكنائس الكاثوليكية الرومانية، رُفع العديد منها إلى مرتبة «البازيليك». الفئات أدناه ليست حصرية. يمكن أن تكون الكنيسة ديرًا، وتعمل ككاتدرائية، وأيضًا كبازيليكا. من بين الكنائس البروتستانتية الكبرى، لم يخدم بعضها كأي من هؤلاء، مثل كنيسة أولم مينستر. كنائس أخرى، مثل دير وستمنستر، شُغلت كأديرة وكاتدرائيات سابقًا. لم تصنف أي من الكنائس الأرثوذكسية أو البروتستانتية على أنها «بازيليكا» بالمعنى الكاثوليكي. أحيانًا يُطبق مصطلح «الكاتدرائية» في الأرثوذكسية والبروتستانتية بشكل فضفاض على كنيسة كبيرة وليست كنيسة الأسقف الرئيسية. بعض الكنائس الهامة تسمى «المعابد» أو «المصليات».

### الكاتدرائية
من بين هذه الأنواع من المباني، ربما تكون الكاتدرائية هي الأكثر شهرة، إلى الحد الذي تتطبق فيه كلمة الكاتدرائية في بعض الأحيان عن طريق الخطأ كمصطلح عام لأي كنيسة كبيرة وفخمة. في الواقع، لا يجب أن تكون الكاتدرائية كبيرة أو مهيبة، على الرغم من وجود العديد من الكاتدرائيات. تأخذ الكاتدرائية اسمها من كلمة الكاتيدرا، أو «عرش الأسقف» (باللاتينية: ecclesia cathedralis). الكاتدرائية لها دور كنسي خاص وهدف إداري كمقر للأسقف.

### البازيليكا
يمكن استخدام مصطلح البازيليكا، عند تطبيقه على الكنيسة، بطريقتين. بالمعنى المعماري، فإنه يشير إلى مبنى يشبه الهياكل البازيليكية في روما القديمة، كونها ذات مخطط طولي بدلًا من مخطط مركزي، ولها صحن مركزي مع ممر على كلا الجانبين مفصولين برواق، وحنية في أحد طرفيه.
بالمعنى الكنسي، فإن الكاتدرائية هي كنيسة عينت على هذا النحو من قبل البابا، وبالتالي حصلت على امتيازات معينة. قد يكون المبنى المخصص ليكون بازيليكا كاتدرائية، أو ديرًا، أو مزارًا، أو كنيسة أبرشية. الأربعة كنائس المطلق عليها «البازيليكات الرئيسية» هي من أصل روماني من القرن الرابع، وهن كنيسة القديس بطرس، وكنيسة القديس يوحنا اللاتراني، وكنيسة سانتا ماريا ماجيوري، وكنيسة القديس بولس خارج الأسوار.

### الدير
كنيسة الدير هي كنيسة ذات نظام رهباني، أو كانت كذلك في الماضي. وبالمثل فإن الكنيسة الرهبانية هي كنيسة نظام رهباني. تشمل هذه الأنظمة البندكتية، والسيسترسية، والأوغسطينية، والفرنسيسكانية، والدومينيكانية، واليسوعية وغيرهم. العديد من كنائس مؤسسة الدير، كانت أو ما زالت، جزءًا من مجمع رهباني يتضمن صالات نوم مشتركة، وقاعة طعام، وأروقة، ومكتبة، وبيت فصلي ومباني أخرى مماثلة.

## الطرز المعمارية

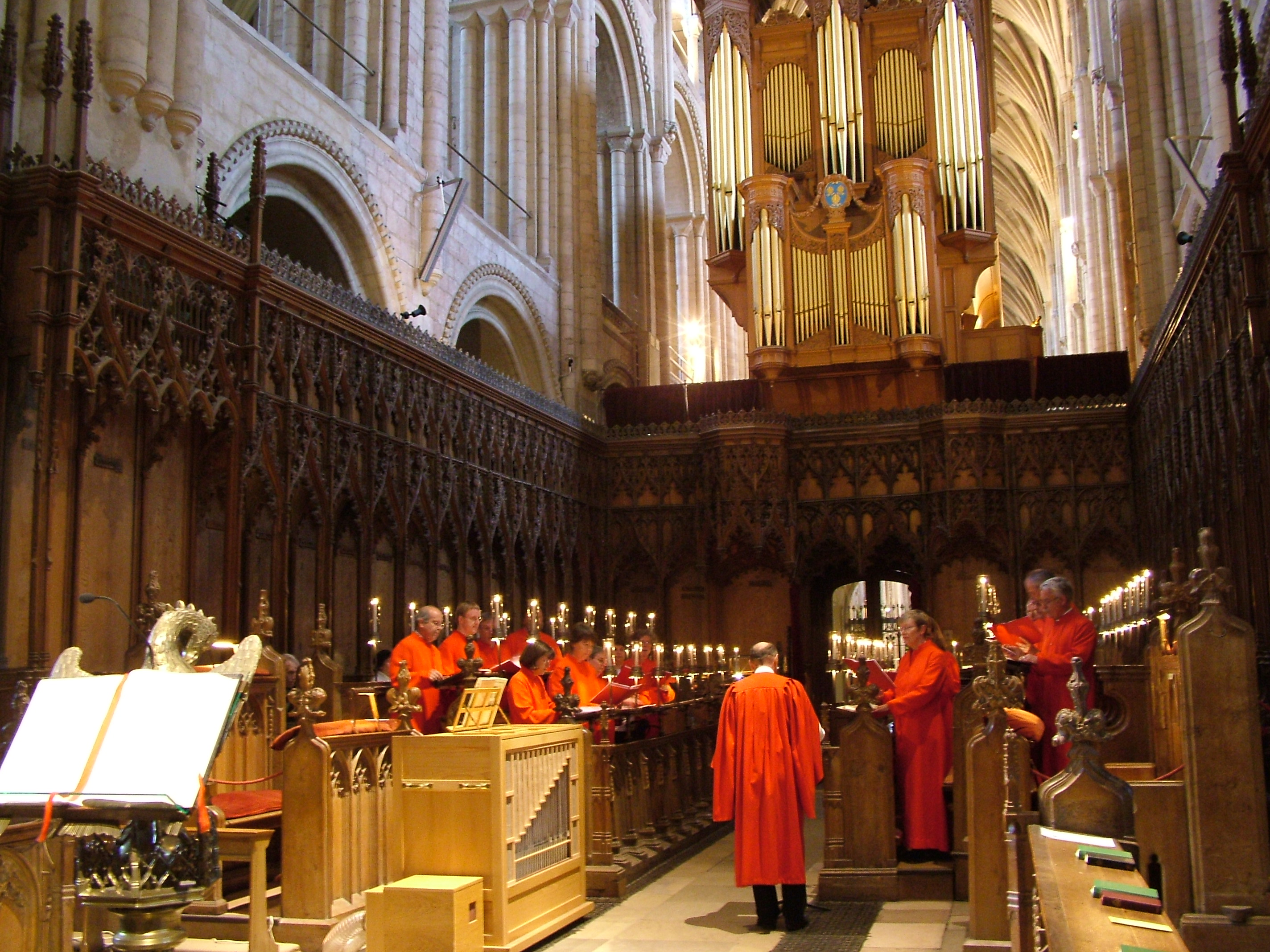
جوقة تتدرب في كاتدرائية نورويتش، إنجلترا

### المسيحية المبكرة
استمرت فترة العمارة المسماة مبكرة أو باليو-كريستيان من مباني الكنيسة المسيحية الأولى في أوائل القرن الرابع حتى تطور نمط بيزنطي واضح ظهر في عهد جستنيان الأول في القرن السادس، بدلًا من عندما أزيل مقر الإمبراطورية الرومانية إلى بيزنطة من قبل قسطنطين عام 330 م. بنيت بعض أقدم كنائس المسيحية المبكرة في أرمينيا حيث أصبحت المسيحية الديانة الرسمية عام 301. تعود بازيليكا الصليب المقدس الصغيرة في آباران تقليديًا إلى القرن الرابع.

### البيزنطية
رافينا، على الساحل الشرقي لإيطاليا، هي موطن للعديد من الكنائس الشاسعة على مخطط البازيليكا التي يرجع تاريخها إلى عصر الإمبراطور جستنيان (القرن السادس الميلادي). كنيسة سانت أبوليناري نوفو مشابهة بالمخطط لسانتا ماريا ماجيوري، لكن تفاصيل المنحوتات لم تعد على الطراز الروماني الكلاسيكي.

### الرومانسكية
بعد انهيار الإمبراطورية الرومانية، اكتسب بناء الكنائس الكبيرة في أوروبا الغربية زخمًا تدريجيًا مع انتشار الرهبنة المنظمة تحت حكم القديس بنديكت وغيره. بني دير ضخم في كلوني، لا يزال يوجد جزء منه فقط، باستخدام أسلوب روماني مبسط، وأعمدة قوية، وجدران سميكة، وفتحات نوافذ صغيرة، وأقواس نصف دائرية. انتشر الأسلوب مع الرهبانية في جميع أنحاء أوروبا.

### القوطية
بحلول منتصف القرن الثاني عشر، بُنيت العديد من الكاتدرائيات الكبيرة وكنائس الدير، وأُسّس للمهارات الهندسية اللازمة لبناء أقواس عالية، وأقبية حجرية، وأبراج طويلة وما شابه ذلك. تطور النمط إلى نمط أقل ثقلًا، وله نوافذ أكبر، وقبة أخف وزنًا مدعومة على الأضلاع الحجرية، والأهم القوس المدبب الذي هو السمة المميزة للنمط المعروف الآن باسم القوطية. مع جدران أرق، ونوافذ أكبر، وأقبية عالية مقوسة، تطورت أكتاف التدعيم الطائرة المميزة كوسيلة للدعم. زينت النوافذ الضخمة بزخارف حجرية، ومليئة بالزجاج الملون الذي يوضح قصص الكتاب المقدس وحياة القديسين.

### عصر النهضة
في أوائل القرن الخامس عشر، عقدت مسابقة في فلورنسا من أجل خطة لسقف المعبر المركزي للكاتدرائية القوطية الضخمة غير المكتملة. فاز بها الفنان برونليسكي الذي صمم قبة ضخمة تعتبر بمثابة المبنى الأول من عصر النهضة، مستوحية من القباب التي رآها في رحلاته، مثل سان فيتالي في رافينا، والقبة الضخمة من الفترة الرومانية التي سقفت البانثيون.

### الباروك
في الوقت الذي اكتملت فيه كنيسة القديس بطرس، طُور نمط عمارة من قبل المعماريين الذين يعرفون جميع القواعد المسّتردة بعناية شديدة، واختروا كسرها. كان تأثير العمارة أسلوبًا ديناميكيًا إذ يبدو أن الأشكال تأخذ حياة خاصة بها، تتحرك، وتتمايل، وتتأرجح. اسم الباروك يعني «لؤلؤة غريبة الشكل».

### الروكوكو
أسلوب الروكوكو هو تطور متأخر في فن العمارة الباروكي، وهو أول ظهور في العمارة والتصميم الداخلي الفرنسي. وتتميز بعدم التماثل الموجود داخل الزخرفة، بشكل عام على شكل خراطيش أو حدود منحوتة مزخرفة. تعتمد هذه الزخارف بشكل فضفاض على الأغراض العضوية، وخاصة الأصداف البحرية ونمو النبات، ولكن أيضًا على الأشكال الطبيعية الأخرى التي لها «فوضى منظمة» واضحة مثل موجات الغيوم.

### إحيائية
كان القرنان الثامن عشر والتاسع عشر وقتًا للتوسع والاستعمار من قبل الأوروبيين الغربيين. كان أيضًا وقت إحياء مسيحي كبير، وفي إنجلترا، كان هناك نمو كبير في الكنيسة الكاثوليكية الرومانية. كان هناك أيضا الكثير من التصنيع ونمو المدن. كانت هناك حاجة إلى كنائس وكاتدرائيات جديدة. نُظر إلى أنماط العصور الوسطى، وخاصة القوطية، على أنها الأنسب لبناء الكاتدرائيات الجديدة، سواء في أوروبا أو في المستعمرات
تشمل الكاتدرائيات بأسلوب الاحيائية القوطية كاتدرائية ليفربول الأنجليكانية في إنجلترا، والكاتدرائية الجديدة في النمسا، وكاتدرائية القديس يوحنا الإلهية في نيويورك، وكاتدرائية سانت باتريك وملبورن في أستراليا.

### الحداثة
في القرن العشرين، استمر البناء على طراز العصور الوسطى، ولكن في شكل مجرد وظيفي نظيف، غالبًا من الطوب. مثال جيد هو كاتدرائية غيلدفورد في إنجلترا، وكاتدرائية أرميدال الأنجليكانية في أستراليا.

### ما بعد الحداثة
كما هو الحال مع حركات ما بعد الحداثة الأخرى، تشكلت حركة ما بعد الحداثة في العمارة كرد فعل على مُثُل الحداثة كاستجابة للفراغ المتصور، والعدائية، واليوتوبيية للحركة الحديثة. في حين نُدرتها في تصاميم العمارة الكنسية، إلا أن هناك بعض الأمثلة البارزة حيث بدأ المعماريون في استعادة وتجديد الأنماط التاريخية و«الذاكرة الثقافية» للعمارة المسيحية. من الممارسين البارزين الدكتور ستيفن شلودر، ودنكان سترويك، وتوماس جوردون سميث.

## معرض صور

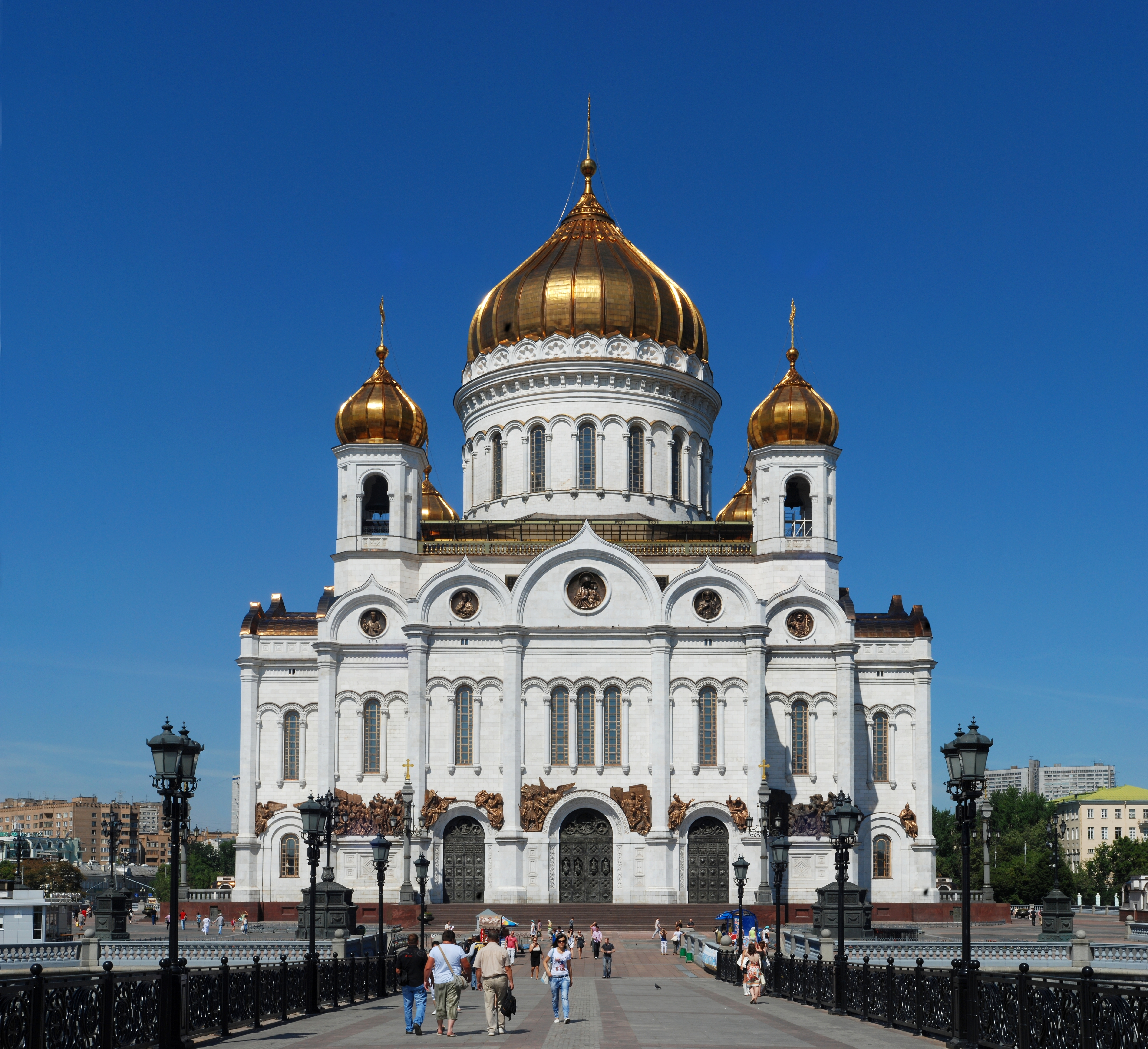
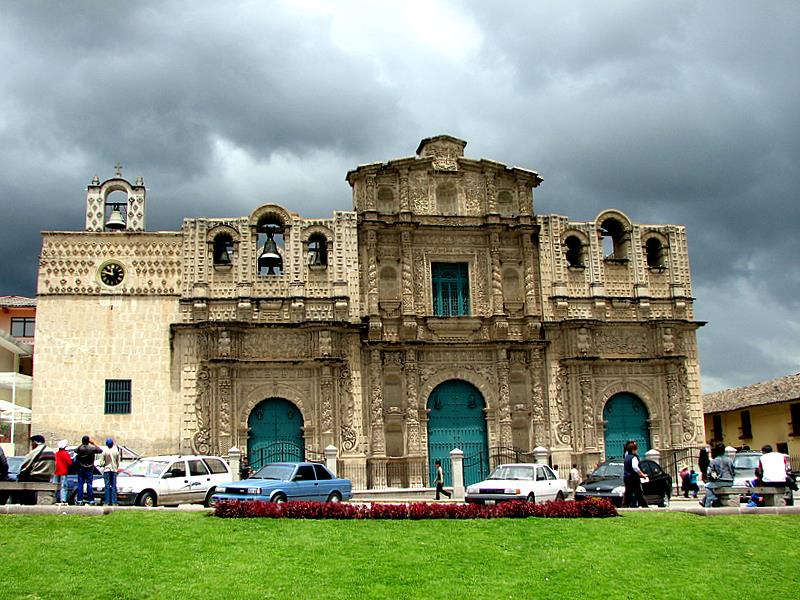
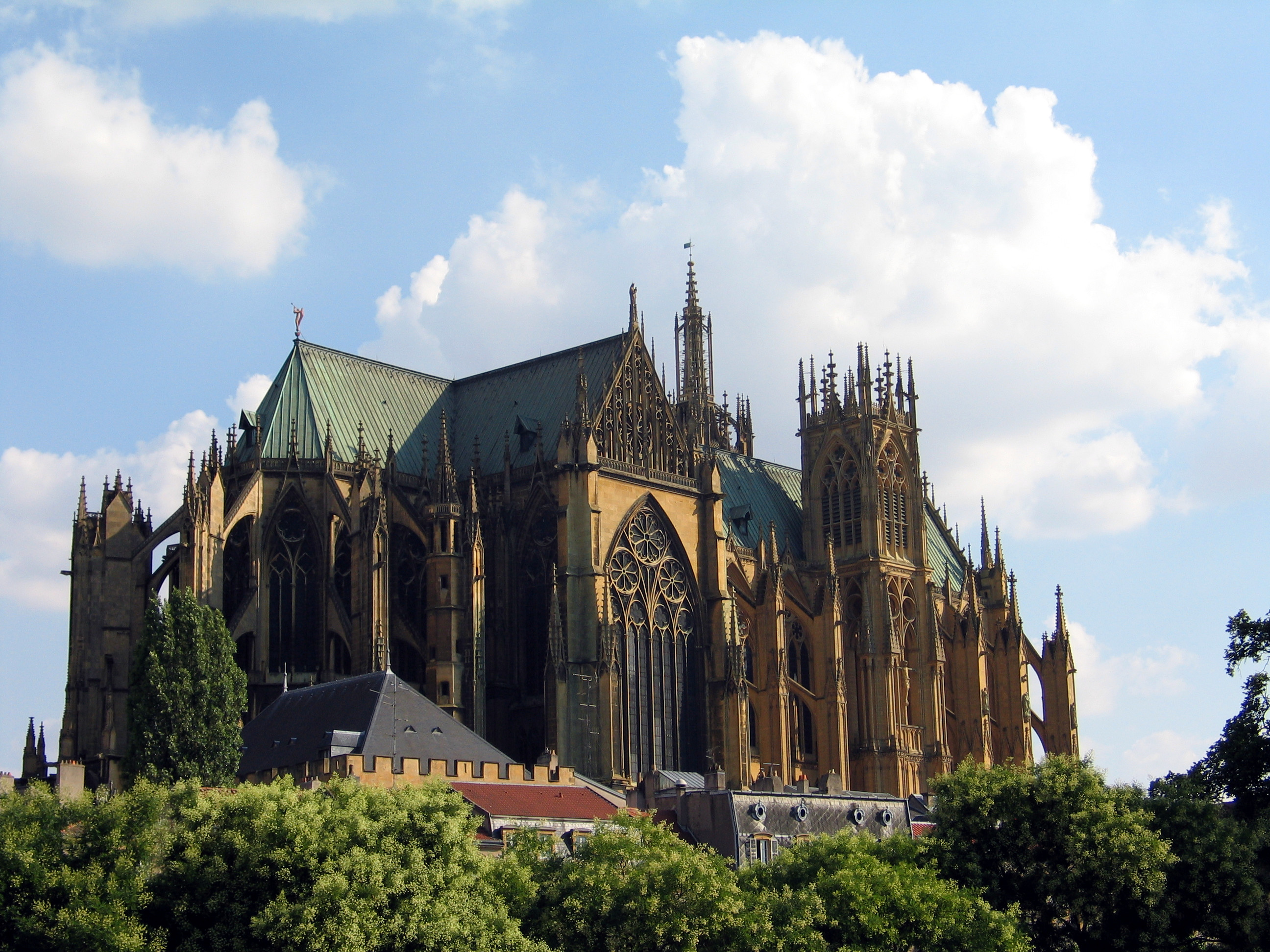